# Гольштадт
Гольштадт (нім. Hollstadt) — громада в Німеччині, розташована в землі Баварія. Підпорядковується адміністративному округу Нижня Франконія. Входить до складу району Рен-Грабфельд. Складова частина об'єднання громад Гойстрой.
Площа — 24,31 км2. Населення становить 1421 ос. (станом на 31 грудня 2020).